# Нижні Гаї

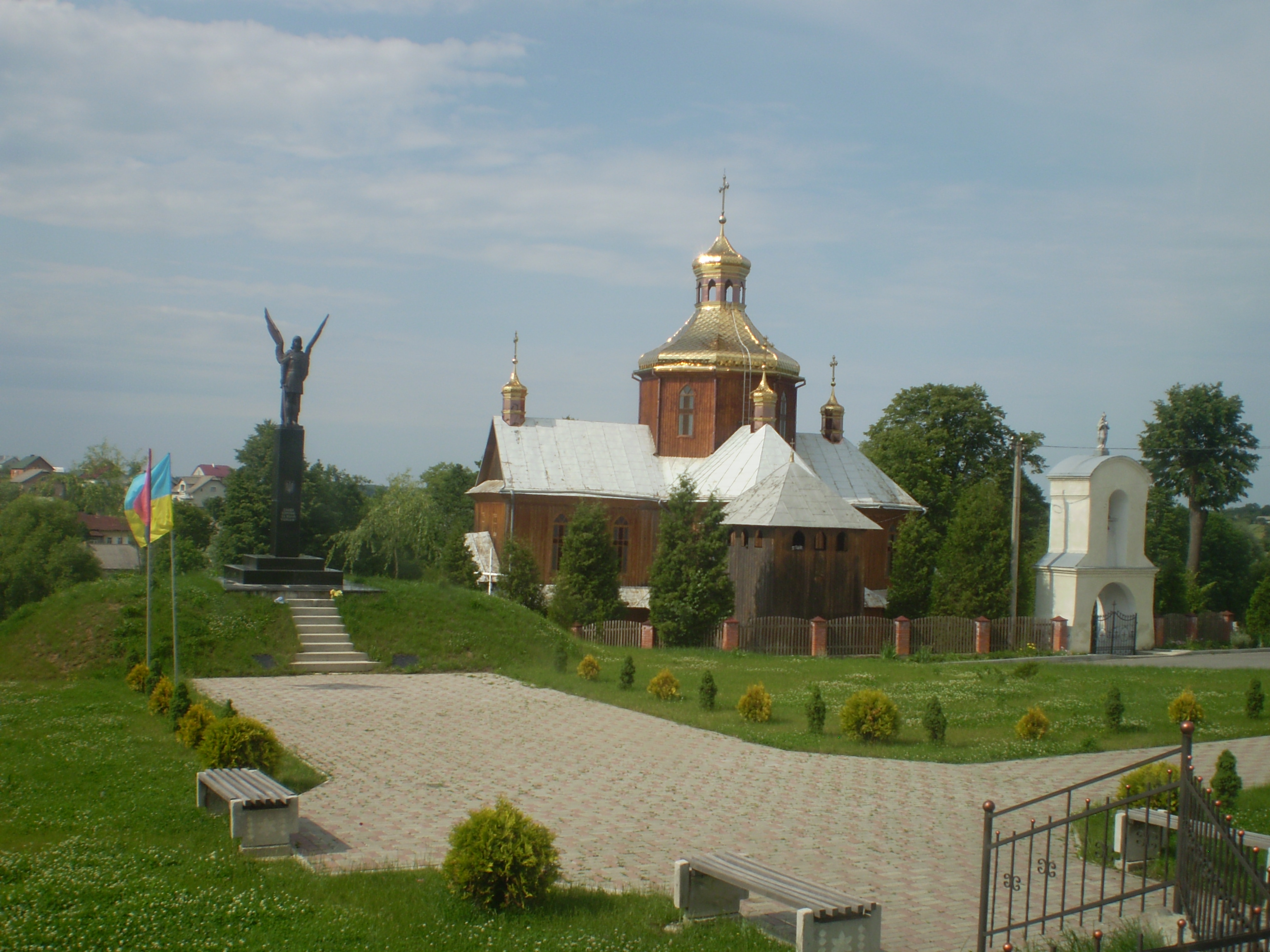

Ни́жні Гаї́ (або також Гаї́ Ни́жні) — село Дрогобицького району Львівської області. В селі стоїть дерев'яна церква Св. Параскеви, 1882 [Архівовано 21 грудня 2019 у Wayback Machine.]. В селі знаходиться ретранслятор висотою 57 м.
З 2020 року село входить в Дрогобицьку міську громаду.|| сесія Дрогобицької міської ради 24 грудня 2020 року, на посаду старости сіл Нижні Гаї, Верхні Гаї, Бійничі затвердили колишнього голову села Нижні Гаї — Василя Василенка.

## Географія
Село розташоване над річкою Лютичиною, правою притокою Тисмениці, на відстані 15 кілометрів на схід від районного центру міста Дрогобича. Складається з одинадцяти колишніх хуторів, назви яких, як частини Нижніх Гаїв, збереглись до наших днів. Це Бере́зина, Бійни́ч, Вербина, Гора́, Гріхи́, Заріка́ (За-ріка), Клибанія, Ку́т, Ле́сьові, Лісові́, Лу́цьові, Мельники́, Торхі́в, Ухачі, Вишка. З часом розриви між ними місцями заповнили новобудови, але й зараз Березина, Бійнич (Забійнич), Гріхи, Лесьові та Лісові частково відірвані від центральної частини села. Через це в радянські часи Гаї інколи неофіційно називали, по аналогії з СРСР, «п'ятнадцять республік».

## Назва
За однією з версій, назва Гаї походить від листяних лісів — гаїв, які й зараз з усіх сторін оточують село. За іншою, топонім пов'язують з основою санскритського дієслова ga, котре означає величати, славити, співати і від якого також походять слова гая (пісня, спів), гаївка, загаятись. А Нижні тому, що село знаходиться нижче по течії Лютичини в порівнянні з Гаями Верхніми.
7.5.1946 перейменували село Гаї Нижні на село Нижні Гаї і Гаї-Нижнянську сільську Раду — на Нижньогаївську.

## Символіка

### Герб
Щит - червоного кольору на якому чорною дугою зображений курган . Над курганом в анфас стоїть гусак, поміж ногами якого геометрична фігура, контури якої окреслюють яйце, начало усього сущого. З лівого і правого боку у профіль дві гуски головами повернуті до гусака ,погляд усіх трьох насторожено, стривожено звернений у небесний простір -вічність.

### Прапор
Квадратно- червоне полотнище. Посередині червоного поля - золотий гусак з розпущеними крилами, на мить застиг на фоні сонця, поглядом гордо спрямованим у небо.

## Історія

### Рання історія
На території Нижніх Гаїв люди селились ще за часів первісно-общинного ладу. В 1986 році, під час проведення меліоративних робіт, біля хутора Лісові знайдено багато шкребків та сокиру з кременю, а також частину гранітного молота.

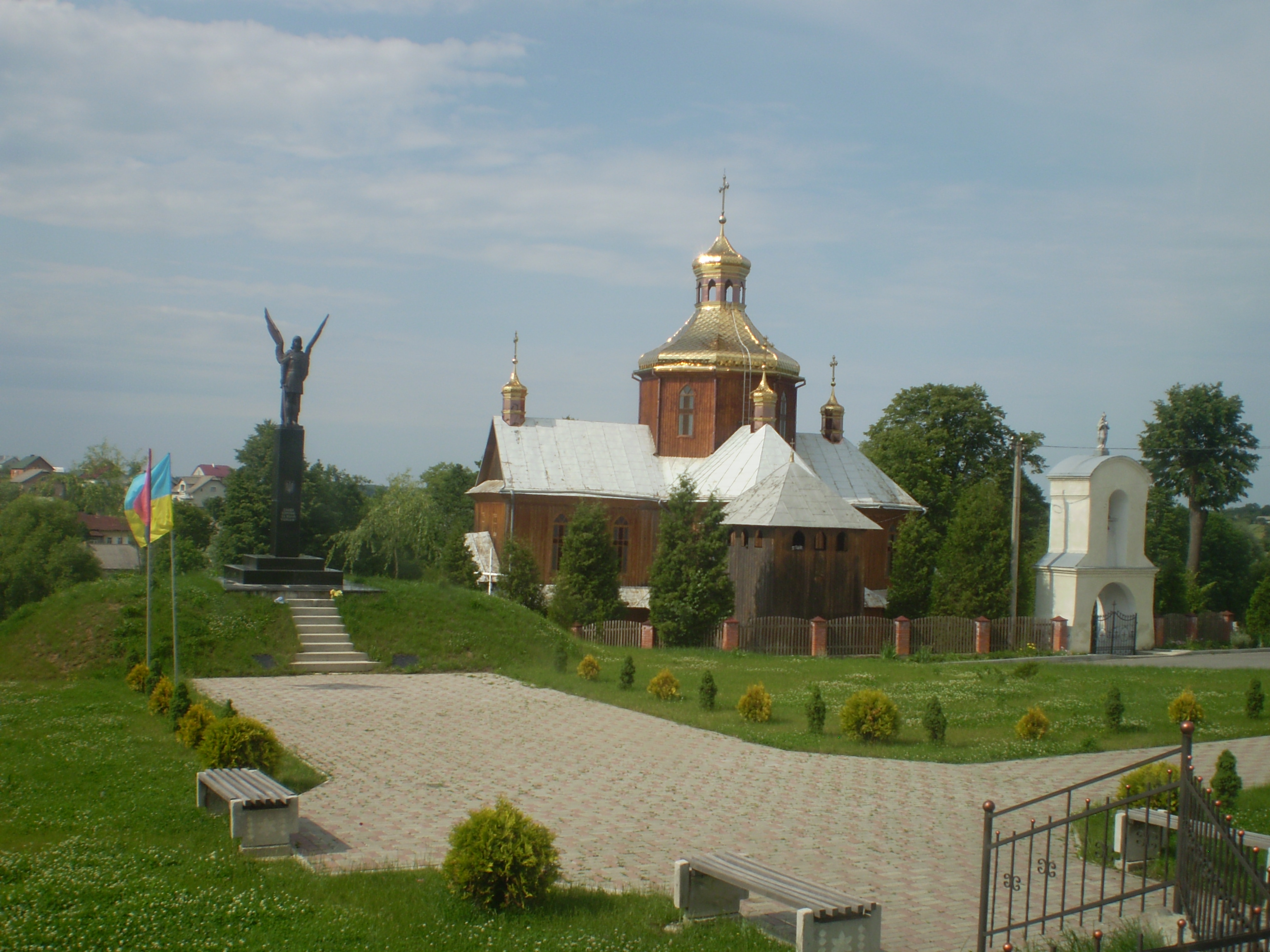
Церква святої Параскеви в селі Нижні Гаї Дрогобицького району. Зліва — меморіал «Борцям за волю України»

Пізніше ці терени належали до Галицького, згодом Галицько-Волинського князівства.
В 1349 році територію Галицько-Волинського князівства захоплено польським королем Казимиром III.
У письмових джерелах село вперше згадується 20 серпня 1409 року, коли польський король Владислав II Ягайло подарував його землі, а з ним і Верхні Гаї та Почаєвичі, у власність Станіславові Коритку (з правом спадкоємства).
На прохання Івана Коритка з Рихтич, у 1462 році на сеймі у Петрикові право на володіння підтвердив Казимир IV Ягеллончик, а спадкоємцям Коритка — в 1605 році Сигізмунд III Ваза. Згадкою про часи Середньовіччя слугують залишки споруди оборонного значення за хутором Березина у лісі Вільшинка, де стояли панський маєток та церква XVI століття, та оборонних валів, довжиною близько 100 метрів, у глибині лісу між Нижніми Гаями та новим поселенням Бригіданом.

### у складі Австро-Угорщини
В 1772 році, після першого поділу Польщі, Нижні Гаї, як і вся Східна Галичина, опинилися у складі Австрійської імперії, пізніше — Австро-Угорщини.
З 1830 року село знаходилося під патронатом графа Романа Бельського. Кріпаки, котрі належали пану, наділялися землею в залежності від виконання ними робіт на панщині, до яких відносились не тільки праця на полі й панському дворі, але й будівництво та ремонт гребель та шляхів. Залишки однієї з гребель можна побачити коло хутора Березина, де раніше були млин та рибний став.
У часи скасування панщини, а в Галичині ця подія сталася в 1848 році, Гаї Нижні належали Гнатові Бєльському й нараховували в той момент 238 хат, мешканці яких мали 66 волів та 57 коней. На відзначення цієї дати селяни нижче церкви святої Параскеви за рікою поставили пам'ятник, який зберігся до наших днів.
Є відомості, що 1912 року гаївська «Просвіта» завершила будівництво в центрі села хати-читальні, тому очевидно, що саме товариство виникло ще перед тим. А кошти на побудову були отримані не тільки внаслідок добровільних пожертвувань мешканців, але й як плата за драматичні вистави та концерти, які проводив нижньогаївський аматорський драматичний гурток.

### Польський терор у Нижніх Гаях
Після Листопадового зриву й утворення ЗУНР біля двох десятків мешканців Нижніх Гаїв захищали українську владу в рядах УГА.
12 травня 1919 року в село прибув підрозділ Війська Польського, який здійснив так звану пацифікацію українського населення. Тоді зігнали біля церкви майже все доросле населення Нижніх Гаїв й на очах односельців піддали екзекуції тих батьків, діти котрих воювали на стороні супротивника, в українських збройних формуваннях. За спогадами сучасників тих подій, «били шомполами до крові і до кості так, що потім катованих рідні відносили додому на простирадлах, поклавши на живіт, бо на плечах було суцільне криваве місиво».
1 серпня 1934 року було створено гміну Нойдорф в Дрогобицькому повіті з центром в селі Нойдорф. До неї увійшли сільські громади: Болехівці, Верхні Гаї, Нижніх Гаї, Нойдорф, Почаєвичі, Раневичі.

### Друга Світова війна
1 вересня 1939 нападом Німеччини на Польську республіку розпочалась Друга світова війна, а вже 18 вересня війська вермахту зайняли центр Дрогобицького повіту. Днем раніше збройні сили СРСР перейшли східні кордони Польщі й рушили їм назустріч. Чи були гітлерівці в Нижніх Гаях, наразі невідомо. 24 вересня німці покидали місто Дрогобич, а Червона Армія навпаки, його займала. Але, як свідчить історія Дрогобича, військовослужбовці обох держав все-таки зустрілися на трасі Стрий—Дрогобич, до якої прилягають й Нижні Гаї, і навіть зробили спільне фото на пам'ять. Як видно з написів польською мовою на дороговказі, зображеному на світлині («Стрий — 23 км» та «Дрогобич — 6 км»), подія мала місце майже поряд з селом, кількома кілометрами ближче до Дрогобича. Територія Нижніх Гаїв, як і вся Західна Україна, була анексована Радянським Союзом й приєднана до УРСР.
27 листопада 1939 року утворена Дрогобицька область і село ввійшло до Дрогобицького району цієї області.
22 червня 1941 року вермахт перейшов західні кордони СРСР, 30 червня червоноармійці та енкаведисти покинули Дрогобич, а 1 липня в місто ввійшли німецькі та словацькі війська. Приблизно в ті ж дні було окуповано Нижні Гаї.
Радянсько-німецька лінія фронту перейшла через ці терени на початку серпня 1944 року, (райцентр Дрогобич зайнято бійцями 1-ї гвардійської армії Четвертого Українського фронту 6 серпня), а вже за декілька днів, 13 серпня, розпочато мобілізацію населення в місті та області до Червоної Армії (Облвоєнком підполковник Карличев).
В роки Другої світової війни та й кілька років по її закінченні чимало мешканців села брали участь в структурах Української повстанської армії та підпільної сітки ОУН чи просто по можливості допомагали українським партизанам і підпіллю: були провідниками, зв'язковими, розповсюджували листівки, постачали продукти, одяг. За це радянські каральні органи цілими сім'ями виселяли гаївчан з рідних місць.
У 1949 році в Нижніх Гаях було утворено колгосп, до якого заагітували 7—8 сімей. З часом до нього примусили вступити і решту місцевих мешканців.

## Населення

### Мова
Розподіл населення за рідною мовою за даними перепису 2001 року:
| Мова       | Кількість | Відсоток |
| ---------- | --------- | -------- |
| українська | 1248      | 99.92%   |
| російська  | 1         | 0.08%    |
| Усього     | 1249      | 100%     |